# Coming Home (Wang Fei)
Coming Home è un album del 1992 della cantante pop cinese Wang Fei, conosciuta popolarmente con il nome di Faye Wong.

## L'album
Il disco è stato pubblicato appena dopo il suo ritorno in patria, dopo aver passato un anno a New York.
Dopo aver pubblicato i primi tre album ufficiali con lo pseudonimo di Shirley Wong (Wong Ching Man), la cantante ha iniziato proprio dalla copertina di Coming Home ad usare il nome Faye. Dal 1994, dopo la pubblicazione di Sky, nelle note di copertina ha iniziato a comparire anche il nome cinese Wáng Fēi (王菲).
Coming Home ha segnato un notevole cambiamento per quanto riguarda lo stile musicale di Faye, che è passato dal cantopop tradizionale dei primi album a influenze R&B. In questo album, inoltre, è presente una cover di Fragile Woman (Jung Ji Sau Soeng Dik Neoi Yan), originariamente cantata dalla diva giapponese Miyuki Nakajima.
L'album include anche la sua prima canzone in inglese, Kisses in the Wind, ballad che in un'intervista la cantante ha definito come la sua preferita di sempre. Successivamente, in un'intervista per la CNN del 1998, la cantante ha smentito quest'affermazione, dichiarando che di canzoni che ama ce ne sono anche molte altre.

## Tracce
1. 浪漫風暴 (Long Maan Fung Bou)
Tempesta romantica
2. Miss You Night and Day
Mi manchi notte e giorno
3. 容易受傷的女人 (Jung Ji Sau Soeng Dik Neoi Yan)
Donna fragile
4. 不相識的約會 (Bat Soeng Sik Dik Joek Wui)
Appuntamento al buio
5. 把鑰匙投進信箱 (Baa So Si Tau Zeon Seon Soeng)
Metti la chiave nella cassetta delle lettere
6. 這些...那些... (Ze Se... Naa Se...)
Questi... quelli...
7. 開心眼淚 (Hoi Sam Ngaan Leoi)
Lacrime felici
8. 重燃 (Zung Jin)
Risplendi
9. 兜兜轉 (Dau Dau Zyun)
Tutt'intorno
10. Kisses In the Wind
Baci nel vento